# Grupul Editorial Corint
Grupul editorial Corint, care este format din editurile Corint, Leda, Runa și Corint Junior, are o cifră de afaceri de 5 4 milioane de euro în anul 2007 și 3 1 milioane euro în 2005.

## Editurile participante

### Corint

Corint Logo

Editura Corint publicǎ manuale și cărți clasice de interes general.

### Leda
Editura Leda țintește publicul iubitor de science-fiction, thriller și fantasy.

Directoarea editurii Leda este Livia Szasz.
| Cărți |  | Autori                                                          |
| --- |  | --------------------------------------------------------------- |
| Altfel de Îngeri Domnia Haosului Flashforward Seria Jurnalele Vampirilor Seria Academia Vampirilor Lista completǎ a cǎrților |  | L.J. Smith Richelle Mead Ross Raisin Lista completă a autorilor |

### Runa
Editura Runa publicǎ lucrǎri de tip self-improvement, manuale, și cǎrți de tip chick-lit.
| Cǎrți                                                                                          |  | Autori                              |
| ---------------------------------------------------------------------------------------------- |  | ----------------------------------- |
| Absolut Strǎlucitoare Bucǎtǎria Rnmâneascǎ Modernǎ Ghidul ... fǎrǎ bǎtaie de cap pentru slǎbit |  | Anne Hooper Gina Frincu Ernst Nolte |

### Corint Junior
Cǎrțile publicate de Corint Junior țintesc un public între 7-18 ani. 

Directoarea editurii Corint Junior este Anca Eftime.
| Cǎrți                                                                                          |  | Autori |
| ---------------------------------------------------------------------------------------------- |  | --- |
| Colecții Benzi desenate/ Manga Educațional Literatura clasica Literatura fantasy Literatura SF |  | Angie Sage Guillaume Prévost Joseph Delaney P.B. Kerr Richard A. Knaak Terry Pratchett Vicki Blum Lista completǎ pe site Arhivat în 14 august 2011, la Wayback Machine. |

## Echipa
| Departament    | Nume               | Contact                                     |
| -------------- | ------------------ | ------------------------------------------- |
| PR Manager     | Roxana Petrescu    | Telefon 0040 21 319 47 99 0040 21 319 48 20 |
| Rights Manager | Dana Sobescianschi | Telefon 0040 21 319 47 99 0040 21 319 48 20 |